# Драј Ран (Охајо)
Драј Ран (енгл. Dry Run) насељено је место без административног статуса у америчкој савезној држави Охајо.

## Демографија
По попису из 2010. године број становника је 7.281, што је 728 (11,1%) становника више него 2000. године.
| Група             | 2000.         | 2010.         |
| Белци             | 6.274 (95,7%) | 6.718 (92,3%) |
| Афроамериканци    | 43 (0,7%)     | 66 (0,9%)     |
| Азијати           | 123 (1,9%)    | 230 (3,2%)    |
| Хиспаноамериканци | 63 (1,0%)     | 134 (1,8%)    |
| Укупно            | 6.553         | 7.281         |